# Тасманский дьявол (Looney Tunes)
Тасманский дьявол (англ. Tasmanian Devil), или сокращённо Таз (англ. Taz) — персонаж мультфильмов Warner Bros. из команды Looney Tunes. Впервые на экранах появился в 1954 году, но спустя 10 лет исчез из показа. Новая волна популярности оживила его в начале 1990-х годов, когда стартовало его собственное анимационное шоу, в котором были освещены его семья (родители, брат, сестра) и работа. Там же зрителям было рассказано о его увлечениях (например, собирать пробки).
С 1954 по 1989 годы Тасманского дьявола озвучивал Мел Бланк. Персонаж выделяется своими постоянными визгами, рычанием и сумбурной, неразборчивой речью. Также ему свойственны большой аппетит и всеядность, из-за которых и разворачиваются основные его приключения.